# Pasquale Pugliese
Pasquale Pugliese, né le 6 novembre 1952 à Prato (Toscane), est un coureur cycliste italien. Professionnel de 1975 à 1980, il a remporté une étape du Tour des Asturies.  

## Palmarès

### Palmarès amateur
- 1971
  - Coppa Città di Montemiletto
- 1973
  - 5e étape du Tour de la Vallée d'Aoste
- 1974
  - 1re étape du Tour de la Vallée d'Aoste
  - 2e du Tour de la Vallée d'Aoste

### Palmarès professionnel
- 1978
  - 5ea étape du Tour des Asturies

## Résultats sur les grands tours

### Tour de France
1 participation
- 1979 : abandon (17e étape)

### Tour d'Italie
4 participations
- 1975 : 48e
- 1976 : 40e
- 1977 : 62e
- 1978 : 53e
- 1980 : 66e